# Forbidden Love
「Forbidden Love」是韓國的男子組合U-KISS的第2張日語單曲。2012年2月29日由avex trax發售。

## 概要
- 「Forbidden Love」是U-KISS第二首原創日語单曲。
- 「Every Day -Japanese ver.-」是U-KISS第五張迷你專輯「Bran New KISS」收錄曲「Every Day」的日語版本
- 與專輯「A Shared Dream」同時發行，「Forbidden Love」這首歌亦收錄在其專輯。
- 此單曲有4個版本，分別有「初回生産限定盤」、「通常盤」、「mu-mo限定盤」和「Tower Records版本」，「初回生産限定盤」收錄了「Forbidden Love」的PV和Making。
- 在3月12日於公信榜单曲週排行榜取得第10位。

## 收錄内容

### CD
1. Forbidden Love
2. Redial
3. Every Day -Japanese ver.-
4. Forbidden Love (Instrumental)
5. Redial (Instrumental)

### DVD（初回生産限定盤）
1. Forbidden Love（PV）
2. Forbidden Love（Making）